# Golf: Tee It Up!
Golf: Tee It Up! es un título de golf al estilo arcade desarrollado por Housemarque y distribuido por Activision para la Xbox 360. El título fue lanzado el 9 de julio de 2008. El título tiene dos campos y un tercero que puede ser añadido como contenido descargable. El título es un juego arcade con mecánicas simples diseñadas para partidas accesibles, divertidas y cortas.

## Jugabilidad
Golf: Tee It Up! tiene mecánicas de juego simples diseñadas para ser accesibles. Las dos palancas permiten apuntar mientras que la distancia de la bola y la precisión son controladas pulsando un botón tres veces. La otra mecánica de control importante se llama «focus». Esta permite potenciar la distancia máxima o incluso alterar la trayectoria de la bola en el aire para llegar al punto perfecto.
Los jugadores pueden jugar en línea con Xbox Live. El juego es relativamente corto con solo tres campos jugables. Dos campos de 18 hoyos están incluidos en Golf: Tee It Up!, Caribbean y Parkland. Caribbean está basado en un número de balnearios tropicales. Parkland está basado vagamente en St Andrews Links, incluyendo las ruinas de piedra y los obstáculos. El 3 de septiembre de 2008, un campo de expansión, Desert Course, fue lanzado para Xbox Live como contenido descargable.

## Recepción
El juego recibió reseñas «promedias» de acuerdo con el sitio web agregador de reseñas Metacritic. La mayoría de los críticos aclamaron su apariencia divertida para un juego de arcade, pero desearon un juego más duradero y les disgustaron las físicas raras de la bola.